# Isla Nkasa
Isla Nkasa (en francés: Île Nkasa) es una de las principales islas del río Congo. Se encuentra entre Mbandaka y Irebu en la República Democrática del Congo, aguas abajo de Mbandaka, en África central.